# تلسکوپ نیوتنی

طراحی تلسکوپ نیوتنی

تلسکوپ نیوتنی ، که همچنین  منعکس‌کننده نیوتنی نامیده می شود ، نوعی تلسکوپ بازتابی است  که توسط دانشمند انگلیسی سر ایزاک نیوتن (۱۶۴۲-۱۷۲۷) ابداع شده است.در این نوع تلسکوپ، نور جمع‌آوری شده به وسیلهٔ یک آیینهٔ کاو (مقعر)، با یک آینهٔ ثانویهٔ تخت یا منشور به بیرون از لولهٔ تلسکوپ هدایت شده و به عدسی چشمی ارسال می‌شود. این تلسکوپ به‌عنوان اولین تلسکوپ بازتابی کاربردی شناخته شده است.  طراحی ساده تلسکوپ نیوتنی باعث شده است تا این امر در بین سازندگان تلسکوپ های آماتور بسیار محبوب شود. 